# More Fire
More Fire è il settimo album in studio del cantante reggae-dancehall giamaicano Capleton, pubblicato nel 2000.

## Tracce
1. Fire Chant – 1:45
2. Danger Zone – 4:22
3. The More Them Try – 3:45
4. Conscience Ahg Heng Dem – 0:29
5. Who Dem? (Slew Dem) – 3:25
6. Good in Her Clothes – 3:26
7. More Prophet – 3:25
8. Hunt You – 3:25
9. Jah Jah City – 3:36
10. Prophet's Philosophy – 0:57
11. Critics – 3:37
12. Final Assassin (On a Mission) – 3:56
13. Bun Dung Dreddie – 3:19
14. Hands Off – 3:29
15. Boost No War – 3:35
16. Stand Tall – 3:54
17. Pure Sodom – 4:01
18. Love Is Coming at You (feat. Anthony Malvo, Terry Linen) – 3:42
19. Witness – 3:49
20. Glorify – 3:34